# Zwirtzschkau

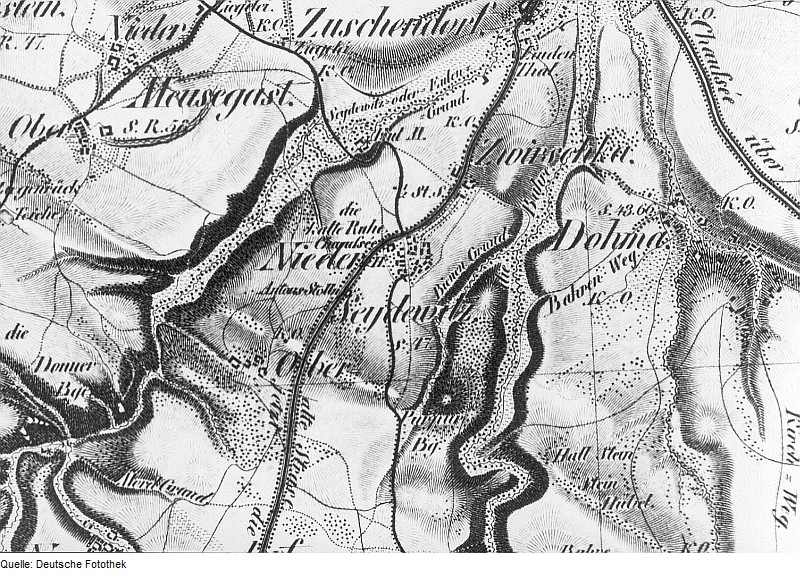
„Zwirschka“ auf der Oberreitschen Karte aus dem 19. Jahrhundert

Zwirtzschkau ist ein Ortsteil ohne Ortsteilstatus in der Gemeinde Bahretal im Landkreis Sächsische Schweiz-Osterzgebirge und zählt ebenso wie Oberseidewitz zum mitunter auch als Seidewitz bezeichneten Ortsteil Niederseidewitz.

## Geographie
Zwirtzschkau liegt südöstlich der sächsischen Landeshauptstadt Dresden im äußersten Norden der Gemeinde Bahretal, die sich wiederum im Zentrum des Landkreises Sächsische Schweiz-Osterzgebirge befindet. Der aus zwei Gutshöfen bestehende Weiler liegt auf der Nordabdachung des östlichen Erzgebirges im Elbtalschiefergebiet. Die Ortslage befindet sich auf dem Höhenrücken zwischen den Tälern der Seidewitz im Nordwesten und der Bahre im Osten.
Die überwiegend landwirtschaftlichen Zwecken dienende Großblockflur um Zwirtzschkau umfasst eine Fläche von 57 Hektar und bildet den Nordosten der Gemarkung Niederseidewitz. Benachbarte Orte sind Niederseidewitz kaum 500 Meter südwestlich, der Pirnaer Stadtteil Zuschendorf im Norden, Dohma im Osten sowie die Dohnaer Ortsteile Meusegast und Krebs im Nordwesten.
Die wichtigste, weil einzige Straße in Zwirtzschkau ist die Kreisstraße 8760, die von Zuschendorf über Zwirtzschkau und Niederseidewitz weiter nach Nentmannsdorf führt.